# قائمة جوامع ومساجد حلب
تحتوي مدينة حلب في سوريا على الكثير من المساجد والجوامع التراثية القديمة ومنها:

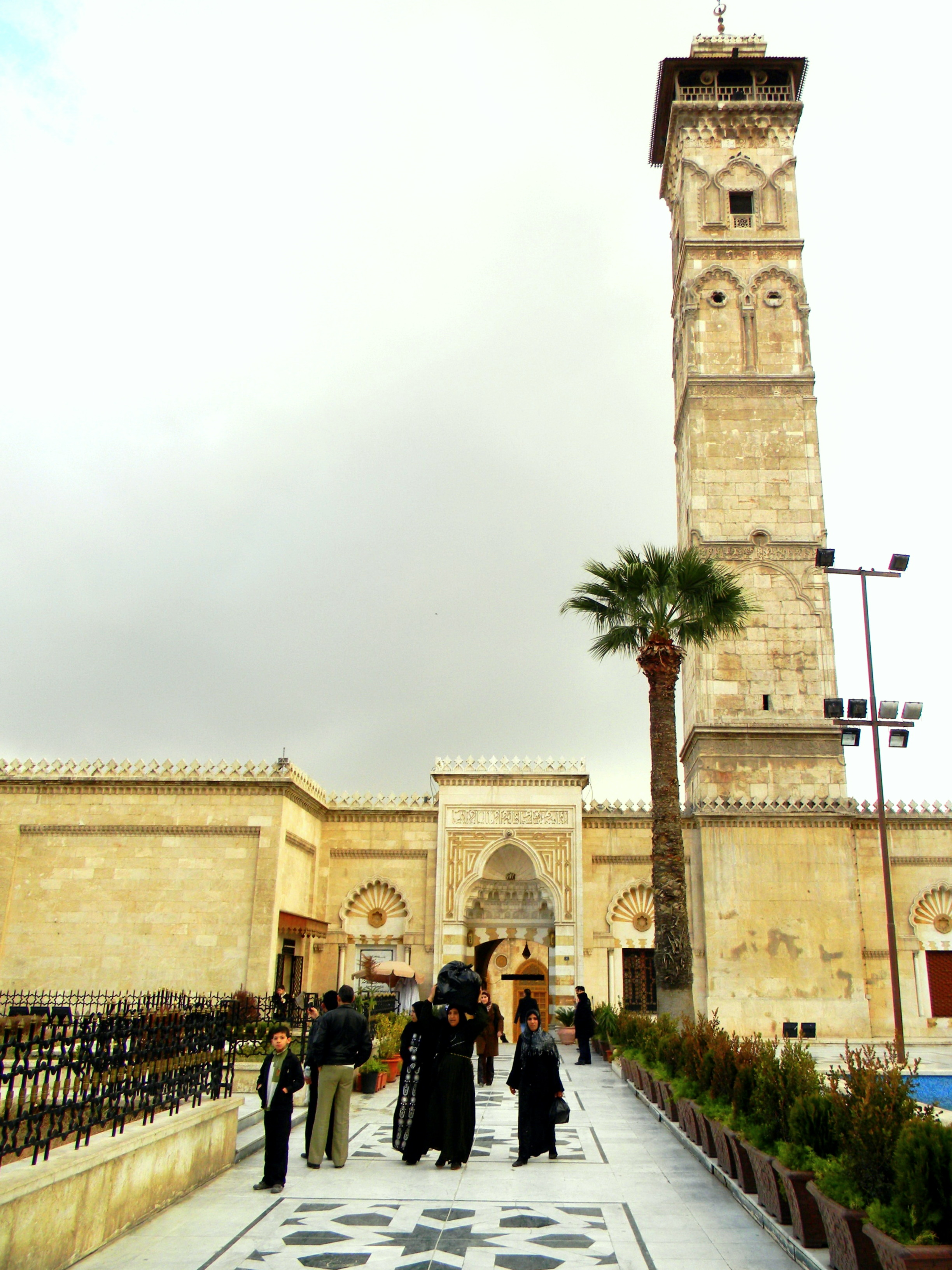
جامع حلب الكبير

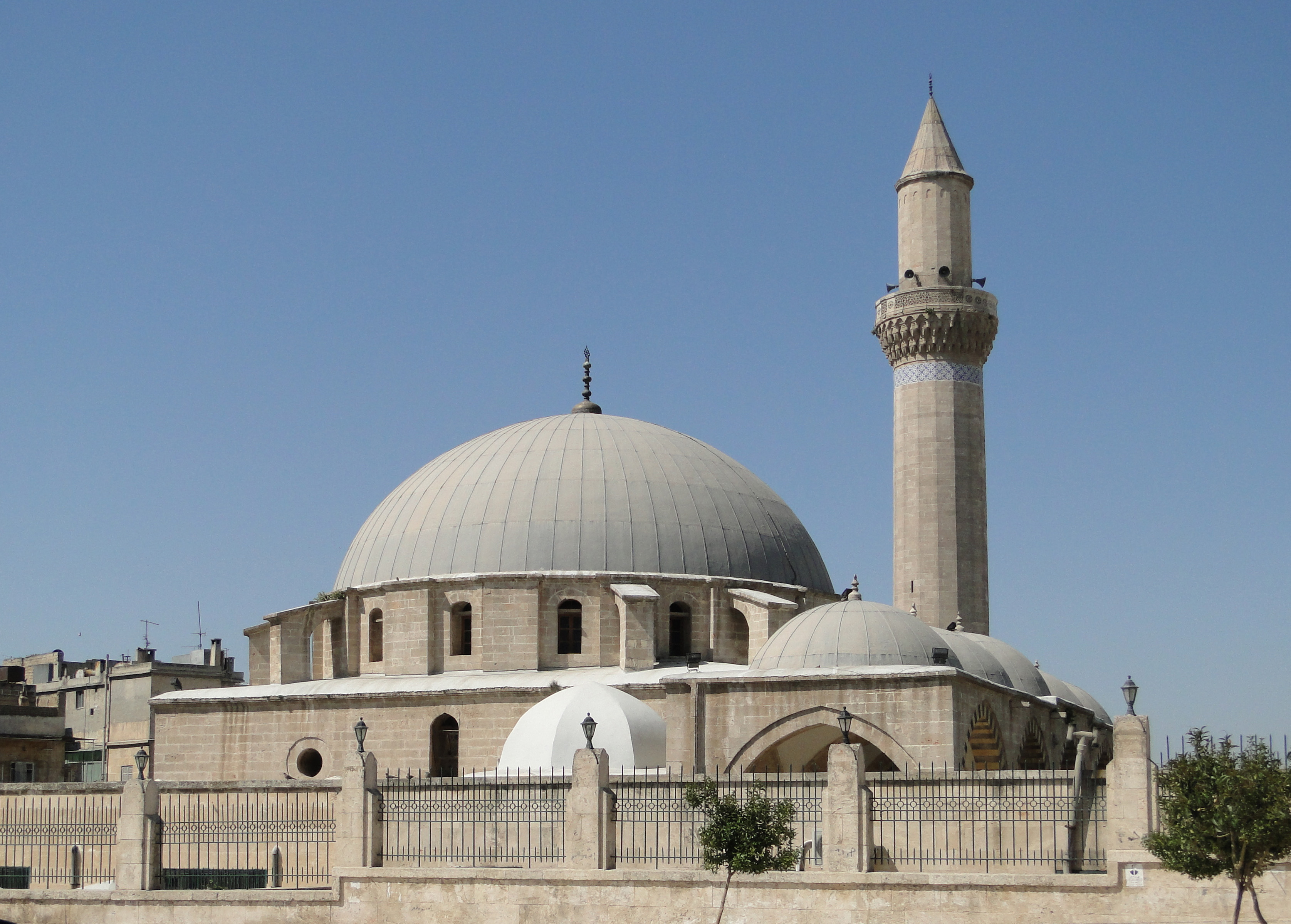
المدرسة الخسروية

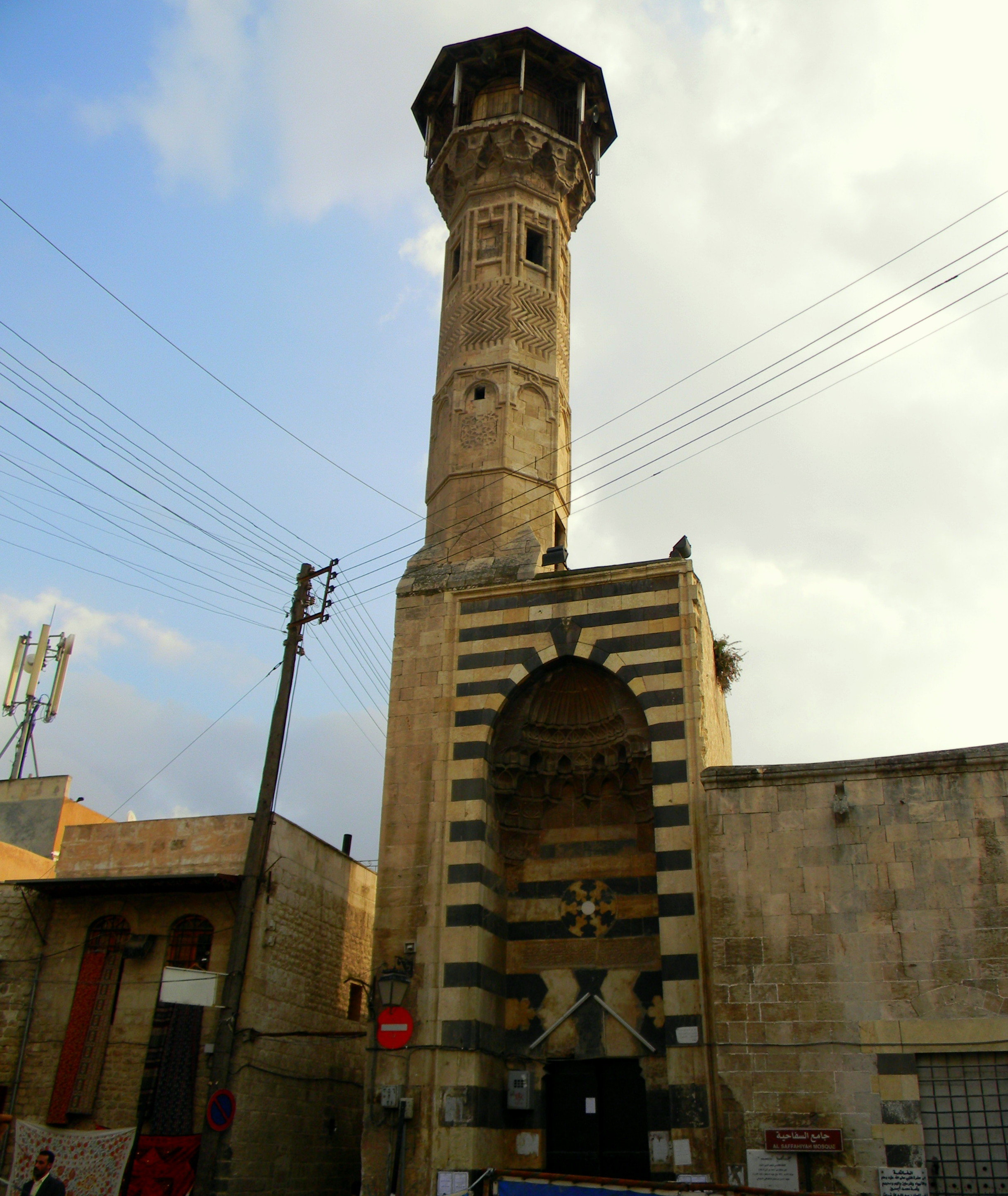
جامع السفاحية

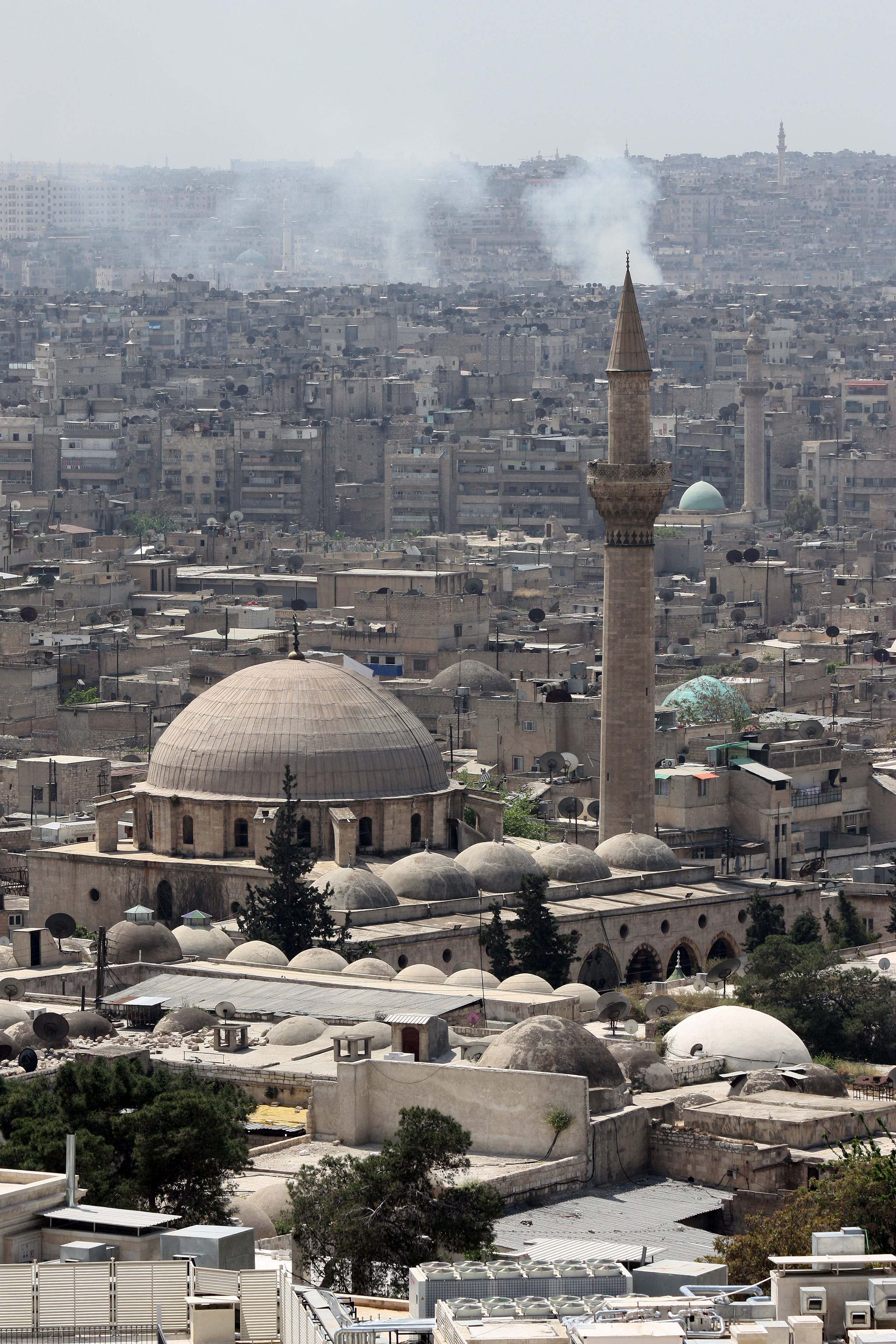
جامع العادلية في حلب

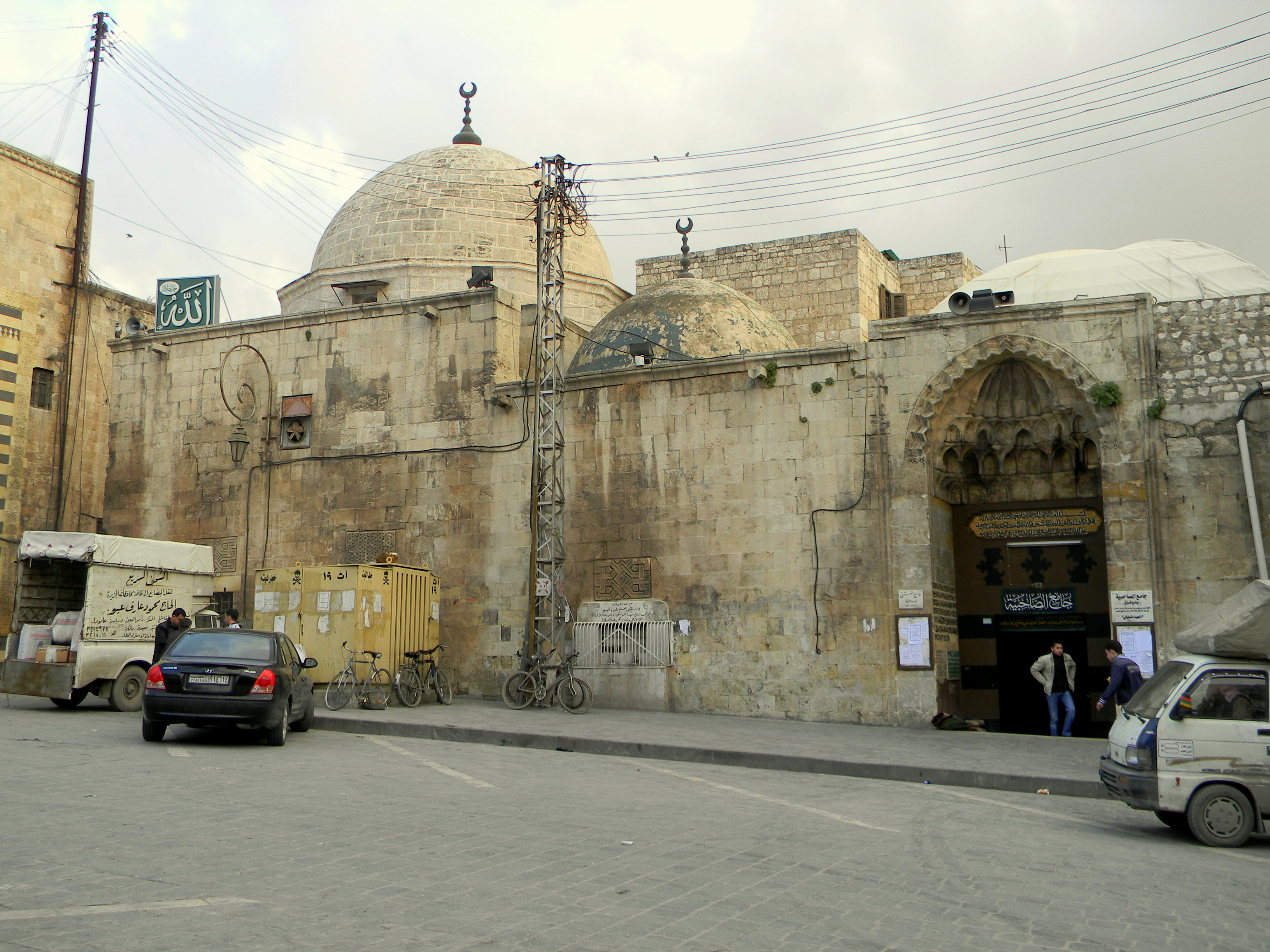
جامع الصاحبية

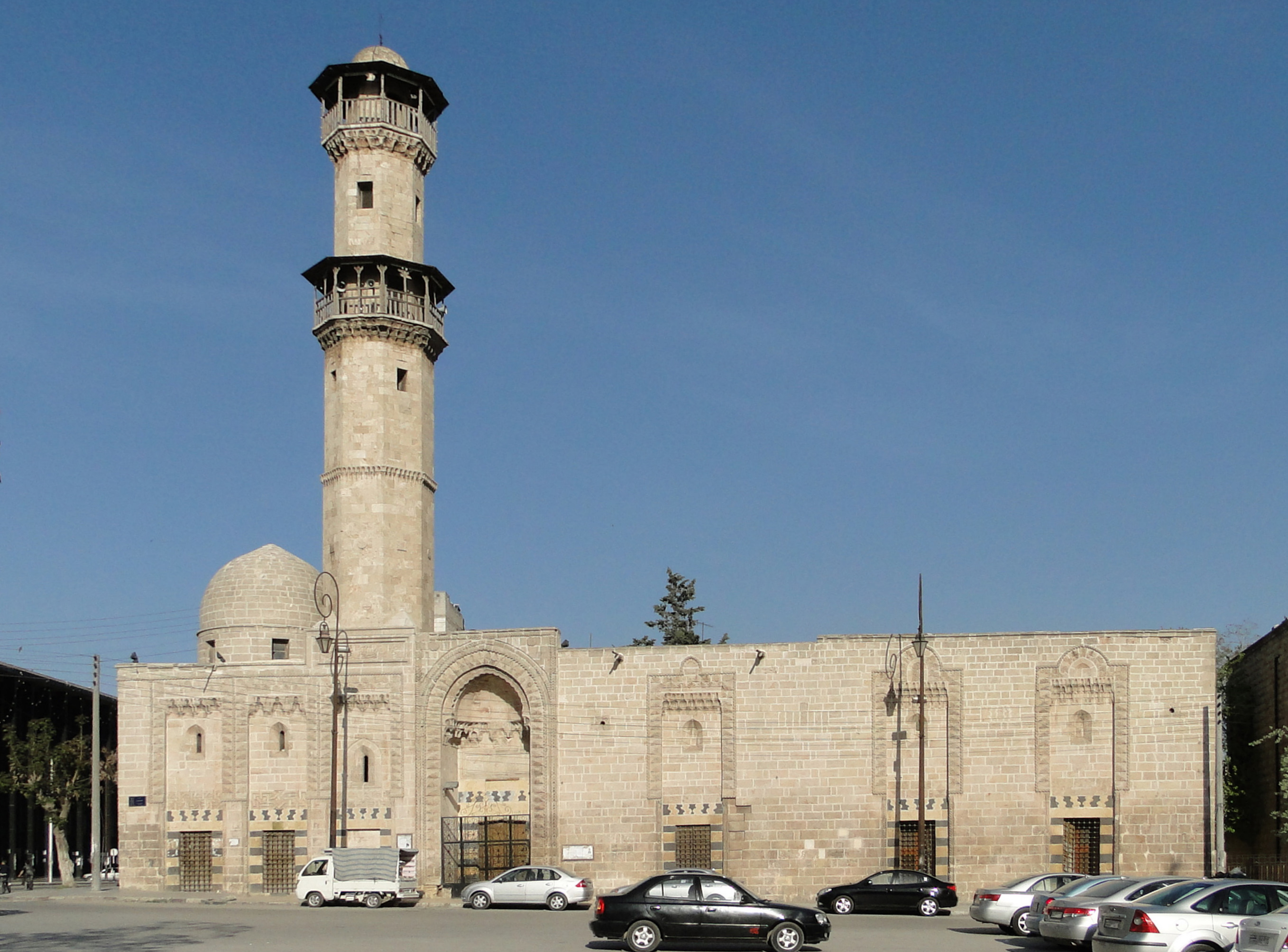
جامع الأطروش

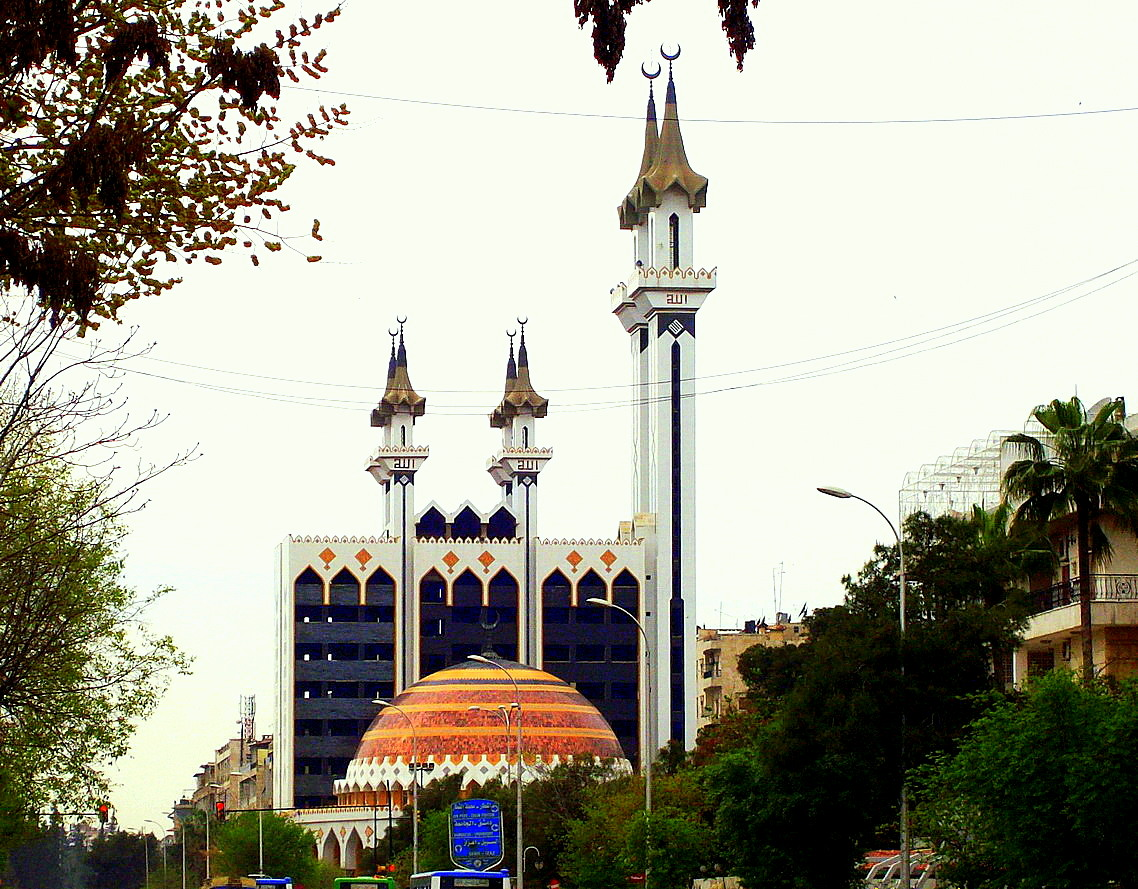
جامع الرحمن

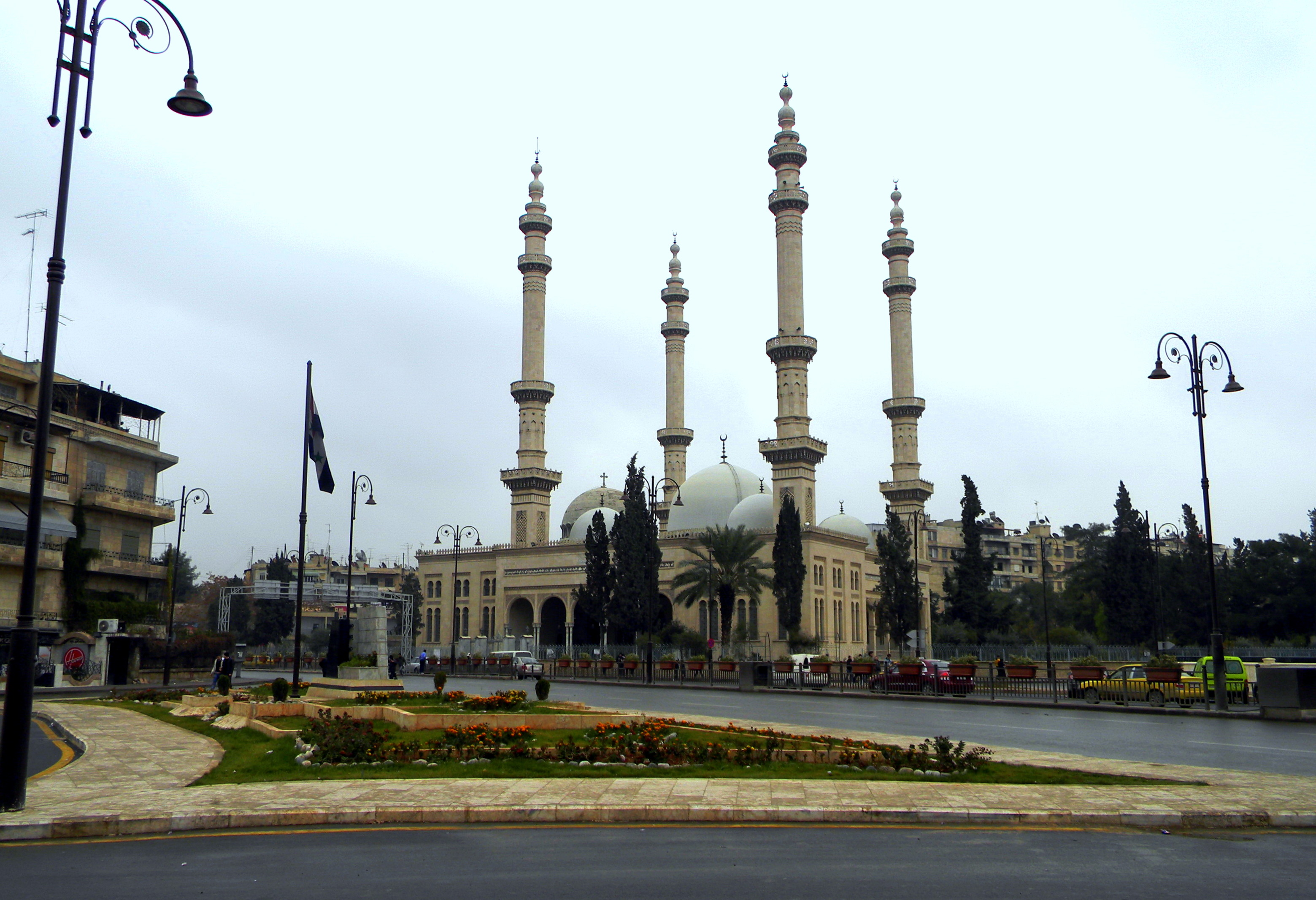
جامع التوحيد

- جامع حلب الكبير
- المدرسة الخسروية
- جامع السفاحية
- جامع العادلية (حلب)
- جامع بحسيتا
- جامع القيقان
- جامع البختي
- جامع الأطروش / جامع الدمرداش
- جامع الزكي
- جامع المهمندار
- جامع شرف
- جامع إبشير باشا
- جامع الحاج موسى الأميري
- جامع البهرمية
- جامع فستق / المدرسة الصاحبية
- جامع النبي هوري
- جامع آمنة
- جامع بانقوسا
- جامع العمري (حلب)
- مسجد الفتال
- مسجد النقطة
- المسجد الصغير (حلب)
- مسجد الطرسوسي
- جامع أرطوغلو
- جامع التونبوغا
- جامع التوحيد (حلب)
- جامع الكيزوالي
- مسجد أصلان دادا
- جامع الشعيبية / جامع التوتة
- جامع الحموي
- جامع سيتا
- جامع الروضة
- جامع الكريمية
- جامع الدباغة
- جامع المقامات
- جامع الابن
- جامع الطنبغا
- جامع الرومي
- جامع السكاكيني
- جامع الطواشي
- جامع الصروي
- جامع سليمان
- جامع الشيخ سعد
- جامع الموازيني
- جامع التوبة
- جامع باب الأحمر
- جامع قسطل الحرامي
- جامع الميداني
- جامع الدرج
- جامع المشاطية
- جامع بادنجك
- جامع الخير
- مسجد قلعة حلب الكبير